# Crisis ecológica

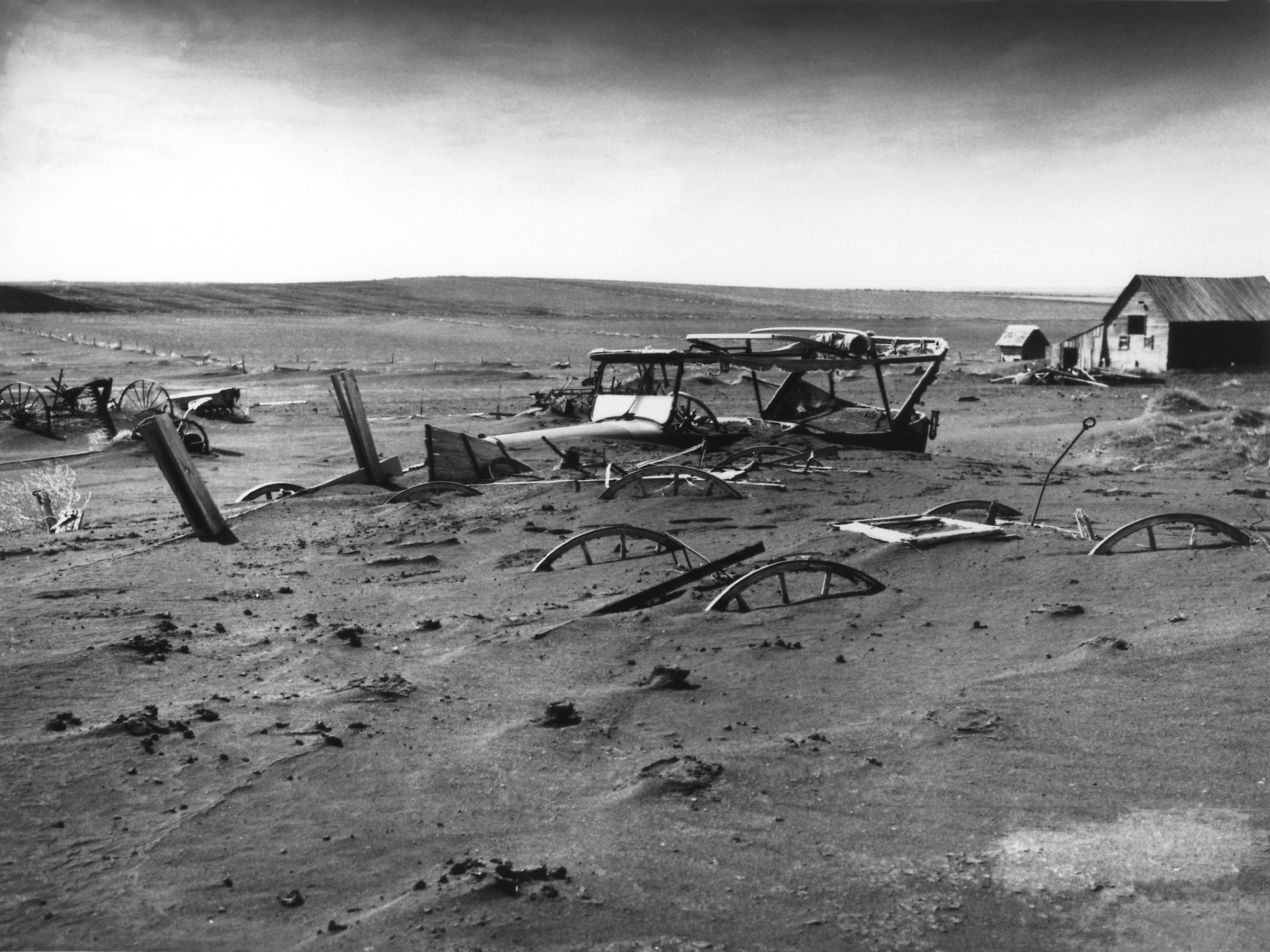
La catástrofe del polvo en el Medio Oeste de Estados Unidos, donde la avaricia, la indiferencia y una serie de errores ecológicos (arar la flora natural, sobreexplotación de la tierra, quemar rastrojos) provocaron una pérdida tan notable que convirtió el suelo en polvo, volviéndolo inestable. Las consecuencias ecológicas, humanas, sociales y económicas fueron incalculables.

Una crisis ecológica, crisis ambiental o crisis medioambiental, ocurre cuando el ambiente de una especie o de una población sufre cambios críticos que desestabilizan su continuidad. Existen muchas posibles causas, tales como: un cambio abiótico (por ejemplo, incremento de la temperatura o bajo nivel de lluvias), la presión de la depredación o la sobrepoblación. En cualquiera de esos casos se produce la degradación de la calidad del ambiente en relación con las necesidades de la especie que lo habita.  
Los científicos ambientalista han establecido el concepto de Deuda de extinción como la medición del impacto sobre la biodiversidad a nivel global que tienen a largo plazo las perturbaciones producidas por el cambio climático, la deforestación, la introducción de especies invasoras y la sobreexplotación, siendo estos algunos de los factores asociados a la pérdida del hábitat.    

## Factor abiótico
El cambio climático tiene grandes impactos en los ecosistemas. Con el aumento de la temperatura global hay un decrecimiento de la caída de nieves, y un crecimiento de los niveles del océano. Los ecosistemas cambiarían o evolucionarán para hacer frente al aumento en su temperatura. 
Consecuentemente, muchas especies son llevadas fuera de sus hábitats.
Los osos polares están empezando a evidenciarlo. Necesitan el hielo donde cazan focas, su presa principal. Sin embargo, las capas de hielo se están derritiendo, haciendo sus periodos de cacería más cortos cada año. Como resultado los osos polares no están acumulando la suficiente cantidad de grasa para el invierno, a consecuencia de esto no se pueden reproducir apropiadamente.
El agua dulce y los ecosistemas secos están lidiando con los efectos del aumento de la temperatura. El clima cambiante puede ser devastador para el salmón, la trucha y otras especies acuáticas. El aumento en la temperatura puede interrumpir las actuales formas de vida del salmón y la trucha. Los peces de agua fría pueden en algún momento dejar sus zonas naturales geográficas para vivir en aguas frías elevando sus niveles de migración.
Mientras muchas especies han tenido disponibilidad para adaptarse a nuevas condiciones como moverse su rango hacia los polos, otras especias son menos afortunadas, la opción de moverse no está disponible para los osos polares y para algunas especies acuáticas.

## Extinción de la biodiversidad
Gran número de especies están siendo aniquiladas; cada año entre 17.000 y 100.000 especies se desvanecen del planeta. La velocidad en la cual estas especies se están extinguiendo es mucho más rápida que en el pasado. La extinción masiva fue causada por el impacto de un meteorito hace 65 millones de años, que marcó el final del Cretácico. Anteriormente, la del final del periodo Pérmico hace 250 millones de años.
La pérdida de especies en un ecosistema puede en algún momento afectar a todas las criaturas vivientes. En Estados Unidos y Canadá se está sufriendo una dramática disminución de la población de los tiburones en la costa este. Desde que esto ha pasado han incrementado la población de mantarayas que en contraprestación ha disminuido la cantidad de mariscos en las costas. La pérdida de los mariscos ha reducido la calidad del agua y el tamaño de las camas de algas. La diversidad biológica se está perdiendo a un ritmo acelerado. Cuantas más especies hay en un ecosistema más resistente es su evolución.
Siete millones de kilómetros cuadrados de un bosque tropical se han desvanecido en al menos cincuenta años. Alrededor de 2 millones de kilómetros cuadrados fueron usados en cultivos, mientras los restantes cinco millones de kilómetros cuadrados es de tierra de poca calidad. Volviéndose estas tierras en tierras improductivas, cuando las tierras eran bosques nativos podían capturar un estimado de cinco billones de metros cúbicos de carbono del aire de la atmósfera cada 10 o 20 años. La reforestación puede traer enormes beneficios en la biodiversidad.

## Sobrepoblación
En la vida salvaje, el problema de la sobrepoblación animal es resuelto por los predadores. Los depredadores tienden a buscar signos de debilidad en su presa, y por consecuencia usualmente primero se come a los animales jóvenes, viejos o enfermos. Esto tiene los efectos secundarios de asegurar una acción fuerte entre los sobrevivientes y el control de la población.
En la ausencia de predadores, las especies animales están atadas por los recursos que ellos puedan encontrar en su ambiente, pero estos no necesariamente controlan la sobrepoblación. Una abundante oferta de recursos puede producir una explosión demográfica que termina con más individuos de los que se pueden soportar. En este caso, el hambre, la sed y algunas veces la competición violenta por escasos recursos puede resultar en una fuerte reducción de la población, y en un corto lapso, la destrucción de la misma. Los lemmings así como otras especies de roedores tienen ciclos de rápido crecimiento y rápida disminución.
En condiciones ideales, cuando la población animal crece, también lo hace el número de depredadores que se alimentan de ese animal en particular. Los animales que tienen defectos de nacimiento o genes débiles mueren al no poder competir con los animales sanos.

## Especies introducidas y especies invasoras
En realidad, un animal que no es nativo en un ambiente puede tener ventajas sobre los nativos, hasta llegar a ser inadecuados para los depredadores locales. Si no se controla, una especie introducida puede rápidamente superpoblar y finalmente destruir su medio ambiente (especie invasora).
Ejemplos de sobrepoblación animal causada por la introducción de especies ajenas a su medio ambiente:
- En la Patagonia argentina, especies europeas como la trucha y la vaca rápidamente se convirtieron en una plaga, compitiendo con ventaja con las especies locales de peces y herbívoros.
- En Australia, los conejos fuera de control se comieron las plantas que otros animales nativos necesitaban para sobrevivir. Los granjeros, incapaces de cazar los conejos a un nivel suficiente para reducir su población y prevenir el daño que causaban a los cultivos, introdujeron gatos, en la esperanza de que limitaran no sólo la población de conejos, sino la de la ratas. Los gatos, a su vez, crearon otro problema, pues preferentemente depredaron a especies locales, más fáciles de capturar.

ejemplos:
- Erupciones volcánicas tales como la del Monte Santa Helena (1980)
- Otros eventos de fuerte impacto, como el evento de Tunguska (1908), de naturaleza aún no aclarada (la hipótesis más firme parece ser el choque de un cometa).
- El accidente de Chernóbil en 1986 causó, por contaminación radiactiva, un gran número de muertes y enfermedades, así como mutaciones genéticas en todo tipo de seres vivos. El área alrededor de la planta es ahora abandonada por los humanos por la gran cantidad de radiación generada en la fusión. Veinte años después del accidente los animales han retornado.[1]
- El accidente del Exxon Valdez, que provocó un gigantesco vertido de petróleo, el desastre del Exxon Valdez, en la costa de Alaska en 1989.

## Factores de riesgo para futuras crisis ecológicas
- El calentamiento global por aumento de los gases de efecto invernadero como consecuencia de las actividades humanas (efecto antropogénico). Distintos modelos de escenarios futuros prevén consecuencias tales como el aumento del nivel del mar, la inundación de los deltas asiáticos, la multiplicación de la energía de los huracanes, el incremento de los episodios de lluvias extremas, inundaciones y sequías, y cambios en la distribución de especies, que producirían la difusión de enfermedades tropicales y la alteración de la producción, naturaleza y calidad de los recursos alimentarios.
- La destrucción de la capa de ozono, que protege de la radiación ultravioleta, provocaría un aumento de los cánceres de piel y mutaciones genéticas en los seres vivos, sobre todo en las latitudes altas, cuanto más cerca de los polos.